# Paul Wülfing von Ditten
Paul Wülfing von Ditten (* 13. September 1880 in Mönchengladbach; † 1. November 1953 in Berlin-Schlachtensee) war ein deutscher Marineoffizier, zuletzt im Dienstgrad eines Vizeadmirals der Kriegsmarine. Durch Adoption 1922 änderte sich sein Nachname von Wülfing in Wülfing von Ditten, er wurde damit auch Angehöriger des Adelsgeschlechts von Ditten.

## Karriere

### Kaiserliche Marine und Erster Weltkrieg
Wülfing trat am 12. April 1898 als Kadett in die Kaiserliche Marine ein. Er absolvierte die Grundausbildung und anschließend die Basisausbildung bis zum 6. April 1899 auf der als Schulschiff genutzten Kreuzerfregatte Charlotte. Daraufhin kam er zur weiteren Ausbildung ab dem 7. April 1899 an die Marineschule in Kiel. Am 18. April 1899 wurde er zum Fähnrich zur See ernannt. Anschließend begab er sich vom 22. Oktober bis zum 7. Dezember 1900 nach China, wo er zur Endphase des Boxeraufstands eintraf. Ab dem 8. Dezember tat er dort Dienst auf dem zum Ostasiengeschwader gehörenden Großen Kreuzer Hertha. Während dieser Dienstzeit wurde er am 13. September 1901 zum Leutnant zur See befördert. Ab dem 17. Juni 1902 war Wülfing von Tsingtau aus auf der Rückreise nach Deutschland, wo er ab August 1902 als Wachoffizier zunächst auf dem Panzerschiff Weißenburg und danach ab dem 1. Oktober 1902 auf dem Linienschiff Wettin Dienst tat. Am 28. März 1903 erfolgte die Beförderung zum Oberleutnant zur See. Danach war er vom 1. April 1904 bis zum 19. März 1905 als Standortoffizier in Wilhelmshaven eingesetzt. Im Anschluss folgte eine Verwendung als Wach- und Seekadettenoffizier auf dem Schulschiff Stein bis zum 22. März 1907 und danach eine Dienstzeit als Kompanieoffizier bei der Schiffsjungendivision bis zum 30. September 1907. Wülfing wurde anschließend erneut Wachoffizier, diesmal auf dem Linienschiff Kurfürst Friedrich Wilhelm. Diese Dienstzeit endete am 30. September 1908, vorher war er am 7. Dezember 1907 zum Kapitänleutnant befördert worden.
Vom 1. Oktober 1908 bis zum 30. Juni 1909 wurde Wülfing dann zu seinem ersten Kurs an die Marineakademie kommandiert. Der zweite Teil folgte vom 1. Oktober 1909 bis zum 30. Juni 1910, dazwischen und danach war er jeweils zur Verwendung der II. Marineinspektion gestellt. Ab dem 15. September 1910 war Wülfing dann als Zahl- und Proviantmeister auf dem Großlinienschiff Posen eingesetzt, diente anschließend ab dem 14. April 1911 als Kompanieoffizier in der II. Werftdivision und war ab dem 1. Oktober 1911 Berater und Erster Offizier auf dem Minenschiff Pelikan. Danach war Wülfing ab dem 1. April 1914 Standortoffizier und Kommandeur des Marinestandorts Friedrichsort. Wülfing wurde dann ab dem 2. August, also unmittelbar mit Beginn des Ersten Weltkriegs Admiralstabsoffizier beim Stab des Kommandeurs der Festungsanlagen in Kiel. Während dieser Dienstzeit wurde er am 27. Januar 1915 zum Korvettenkapitän befördert. Im August 1916 wechselte Wülfing dann als Navigationsoffizier auf das Großlinienschiff König Albert und nahm ab dem 2. März 1918 an als Admiralstabsoffizier im Stab der Transportflotte an der deutschen Finnland-Intervention teil. Ab dem 17. April 1918 war er noch Teil der deutschen Ukraine-Kommission in Kiew und erlebte in dieser Funktion das Kriegsende.

### Reichsmarine
Wülfing war ab dem 20. Januar 1919 Abteilungsleiter im Reichsmarineamt, bzw. ab dem 15. Juli 1920 in der Admiralität und wurde während dieser Dienstzeit am 8. März 1920 zum Fregattenkapitän befördert. Parallel zu dieser Verwendung war Wülfing ab dem 7. August auch kommissarischer Leiter der Zentralabteilung der Admiralität. Diese Stellung übernahm er am 28. August 1920 vollverantwortlich. Ab dem 10. Februar war er Chef des Stabes der aus der Admiralität entstandenen Marineleitung und wurde am 1. Juni 1922 zum Kapitän zur See befördert. In seiner Funktion als Chef des Stabes des Marineamtes weilte er ab Februar 1923, zusammen mit der von Otto Hasse (1871–1942) geführten Delegation, in Moskau zu Gesprächen über die deutsch-sowjetische Zusammenarbeit auf militärischem Gebiet. Damit wurden die Kooperationsbeziehungen zwischen der Roten Armee und der Reichswehr, anfänglich auch der Marine, angeschoben. Anschließend folgten zwei Bordkommandos als Kommandant der Kleinen Kreuzer Berlin (ab 1. Oktober 1923) und Hamburg (ab 19. Juli 1925) sowie die Verwendung als Kommandeur der Marineschule Mürwik ab dem 28. September 1925. Während dieser Dienstzeit war Wülfing dann vom 15. Juli bis zum 31. Juli 1927 zugleich auch vertretungsweise Inspekteur des Bildungswesens der Marine. Ab dem 12. Oktober 1927 übernahm er diese Funktion vollverantwortlich und war zeitweise auch kommissarischer Inspekteur für Torpedo- und Minenangelegenheiten. Am 1. Januar 1928 wurde Wülfing dann zum Konteradmiral befördert. Vermutlich auf Veranlassung des Reichswehrministers Wilhelm Groener wurde Wülfing dann am 1. Oktober 1928 zunächst zur Verwendung des Chefs der Marineleitung gestellt und am 28. Februar 1929 pensioniert. Hintergrund war der Vorwurf, Wülfing habe dem Prinzen Heinrich am 24. November 1927 einen Besuch auf dem Kleinen Kreuzer Berlin gestattet. Dieser Besuch erregte öffentliches Aufsehen und stand im Gegensatz zur republikfreundlichen, überparteilichen Ausrichtung der Reichswehr unter Groener.
Nach dem Ausscheiden aus der Marine engagierte sich Wülfing politisch und war von 1930 bis 1933 Mitglied der Deutschnationalen Volkspartei. Von 1933 bis 1939 fungierte er als Militärberater in der Türkei.

### Kriegsmarine
Am 25. Januar 1937 erhielt Wülfing den Charakter eines Vizeadmirals.
Nach Ausbruch des Zweiten Weltkriegs wurde Wülfing reaktiviert und zunächst ab dem 3. September 1939 als II. Admiral der Nordseestation eingesetzt. Im Anschluss wurde er bis zum 6. Juni 1940 zur Verwendung der Kriegsmarine gestellt. Danach wurde Wülfing als Unterstaatssekretär Leiter des Seeschifffahrtsamtes im Reichsverkehrsministerium und in dieser Funktion am 1. Februar 1941 zum Vizeadmiral befördert. Anschließend wurde er am 30. Mai 1942 zur Verfügung des Chefs der Kriegsmarine gestellt und schied am 28. Februar 1943 aus dem Marinedienst aus. Wülfing wurde dann ab dem 1. März 1943 zur Verfügung der Kriegsmarine gestellt, aber nicht mehr zum aktiven Dienst herangezogen.

## Familie
Wülfing wurde 1922 von Carl Heinrich Ludwig Friedrich Robert von Ditten adoptiert. Er führte daraufhin, seit 1930 adelsrechtlich unbeanstandet, den Namen Wülfing von Ditten und ein vereinigtes Wappen seiner beiden Familien.

## Veröffentlichungen
- Gedanken über den Aufbau einer neuzeitlichen Handelsflotte. Veröffentlicht im Periodikum Nauticus. 25. Jahrgang. Hrsg.: Gottfried Hansen (Admiral z.V.) im Auftrag des Oberkommandos der Kriegsmarine. Erschienen im November 1941. Verlag: E. S. Mittler und Sohn, Berlin 1942. S. 249–258. Online